# Гогунська Інна Володимирівна
Гогунська Інна Володимирівна — українська вчена у галузі отоларингології, алергології, доктор медичних наук (2011), професор (2023), заслужений лікар України (2015), заступниця керівника Центру алергічних захворювань верхніх дихальних шляхів та вуха Інституту отоларингології імені професора О. С. Коломійченка НАМН України (з 2009 р.).

## Біографічні відомості
Народилась у смт Веселе Запорізької області. По закінченню з відзнакою лікувального факультету Запорізького медичного інституту працювала лікаркою-алергологом поліклініки міської лікарні № 1 м. Мелітополя. В Інституті отоларингології імені професора О. С. Коломійченка НАМН України працює з 2004 року. В 2002 р. захистила дисертацію на здобуття наукового ступеня кандидата медичних наук на тему «Ефективність інгаляційних кортикостероїдів у лікуванні загострень бронхіальної астми»; в 2011 р. — дисертацію на здобуття наукового ступеня доктора медичних наук на тему «Специфічна імунотерапія хворих на алергічний риніт з поєднаною сенсибілізацією до побутових та пилкових алергенів». В 2012 р. Гогунській І. В. присвоєно вчене звання старшого наукового співробітника, в 2023 р. - професора.

## Наукова діяльність
Гогунська І. В. — відома вчена, висококваліфікована лікарка-алерголог, яка володіє широким арсеналом методів лікування алергічних захворювань верхніх дихальних шляхів. Основні напрямки наукової діяльності практичних досліджень пов'язані з проблемами алергології, імунології, оториноларингології.
В результаті наукових досліджень Гогунська розробила високоефективні та безпечні методики проведення специфічної імунотерапії у хворих на алергічний риніт з поєднаною сенсибілізацією до побутових та пилкових алергенів залежно від стану імунної системи, а також визначені показання до їх застосування.
Провела широкомасштабні ретроспективні та проспективні дослідження по вивченню ефективності запропонованих методів лікування хворих на алергічні захворювання верхніх дихальних шляхів.
Застосування розроблених схем перорального введення алергенів дало можливість проводити лікування пацієнтів в умовах віддалених регіонів під дистанційним епізодичним контролем лікаря.
За ініціативою та участю Гогунської запроваджено численні технології виявлення та лікування алергенами цілорічного та сезонного алергічного риніту, бронхіальної астми, інсектної алергії серед алергологів, отоларингологів, лікарів загального фаху, стоматологів (методики скринінгу алергічних захворювань, діагностики медикаментозної алергії), що значно покращило раннє виявлення алергічних захворювань, тим самим створивши можливість для проведення специфічної імунотерапії алергенами. Гогунська бере активну участь в створенні нормативної документації по застосуванню алергенів, в розробці та впровадженні в практику протоколів надання медичної допомоги хворим на алергічний риніт, анафілактичний шок, інсектну алергію, кропив'янку та набряк Квінке, медикаментозну алергію, поліноз. І. В. Гогунською особисто підготовлено кадри алергологів, отоларингологів, лікарів загального фаху, стоматологів з цих питань.
Всі ці здобутки знайшли своє відображення в чисельних працях, в доповідях на всеукраїнських та міжнародних конференціях та семінарах.
Понад 10 років займаючись експериментальними та клінічними дослідженнями в алергології, Гогунською створено ряд моделей алергічних реакцій з вивченням та апробацією на них різних природних та синтетичних препаратів, які подавляють алергічні реакції негайного та уповільненого типів. Одним з головних завдань за ці роки була клінічна апробація вітчизняних алергенів, розробка технології їх застосування, підготовка алергологів та оториноларингологів України з питань застосування алергенів, поширення передового досвіду, проведення вітчизняних і міжнародних наукових форумів з висвітленням питань впровадження вітчизняних алергенів. І. В. Гогунська увійшла до групи науковців, яка вперше експериментально довела ефективність парентеральної і пероральної алерген-специфічної імунотерапії. За цю роботу у 2012 р. Інна Гогунська з колективом авторів була удостоєна Державної Премії України в галузі науки і техніки.
Проходила стажування в клініках Австрії, Німеччини, США та інших.
Веде активну просвітницьку діяльність в засобах масової інформації.

## Громадська робота
Наукову та науково-організаційну діяльність Гогунська поєднує з суспільною і громадською роботою. Вона є Віце-президентом Асоціації алергологів України, членом Європейського респіраторного товариства, Європейської асоціації астми та алергії.

## Нагороди
- Державна премія України в галузі науки і техніки 2012 року — за роботу «Технології діагностики і лікування алергічних захворювань органів дихання із застосуванням вітчизняних препаратів алергенів» (у складі колективу)
- Заслужений лікар України (2015 р.)
- Почесні грамоти Президії НАМН України та колегії МОЗ України.
- Орден «За заслуги» ІІІ ступеня" — Указ Президента України № 188/2018 від 27 червня 2018 року